# Milichiella asiatica
Milichiella asiatica är en tvåvingeart som beskrevs av Irina Brake, 2009. Milichiella asiatica ingår i släktet Milichiella och familjen sprickflugor. Inom Milichiella tillhör arten artgruppen Argentea.

## Utbredning
Artens utbredningsområde är sydostasien och inkluderar Indonesien, Filippinerna och Malaysia, utbredningen har gett den dess vetenskapliga namn asiatica efter kontinenten Asien.

## Utseende
Kroppslängden är 2,7-3,5 mm och vinglängden 2,7-3,1 mm. Kropp och huvud är svarta, ögonen är gula och vingarna är genomskinliga med bruna vener. Hannens könsorgan liknar de hos Milichiella unicolor.

## Levnadssätt
Lite är känt om artens levnadssätt, men kända exemplar har insamlats vid frukt från oljepalm (Elaeis guineensis), vid  ruttnande stjälkar hos andra palmer och vid ruttnande naturgödsel.